# 宇都宮秀則
宇都宮 秀則（うつのみや ひでのり、1955年11月24日 - ）は、中部日本放送（CBC）の元アナウンサー。元アナウンス部長。東京都出身。

## 来歴・人物
1979年、早稲田大学を卒業し、CBCに入社（同期に杉浦正樹、林尚樹、近藤肇、木村愛子）。スポーツアナウンサーとして活躍。
1997年、広報部に異動。その後、スポーツ部に異動。
2004年7月、アナウンス部長としてアナウンス部に復帰。
2007年1月3日に久しぶりにラジオの特番に出演し、同年2月9日にはWeb動画番組の『たまり場』にも冒頭の挨拶で出演した。
2009年4月に異動。アナウンス部から離れる。

## 過去の担当番組
- プロ野球中継
- 全日本F3000中継

　など